# Job de Roincé
Job de Roincé (Joseph Boreau de Roincé) (Segré, Maine i Loira, País del Loira 18 d'abril de 1896 - 30 de desembre de 1981), fou un periodista i escriptor, una de les figures remarcables del regionalisme bretó.
Nascut fora de Bretanya, estudià a Kastell Paol (Finisterre) i conegué Yann-Vari Perrot, qui l'engrescà en el naixement de Bleun Brug.
Després de la Primera Guerra Mundial, participà en la creació del Grup Regionalista Bretó amb altres membres de l'Action Française de Charles Maurras. Més tard fou membre del Partit Nacional Bretó. Del 1925 al 1945 fou director del Courrier de la Mayenne, i el 1950, a Rennes, de Nouvelles de Bretagne.

## Obres
- Double victoire, (conte), Mayenne. 1931.
- Un drame au large Pièce en 3 actes. La Voix de l'Ouest - Rennes. 1945.
- Au Pays de Léon, son histoire, ses légendes, ses pardons, Rennes, H. Riou-Reuzé, 1946. Collection Mes Cahiers.
- Ici Rennes, Rennes, Riou-Reuzé, 1948. Causeries historiques.
- Les Heures glorieuses du 41e R.I. X 1965, historique complet du 41e R.I. de ses origines à nos jours, plusieurs chapitres consacrées à la conquête de L'Algérie et aux guerres de 1914-1918 et 1939-1945.
- Charleroi 1914, Rennes, Imprimerie Les Nouvelles, 1967
- Le Livre de l'Armistice : l'Allemagne à Genoux (Novembre 1918), Imprimerie Les Nouvelles, Rennes, 1968.
- La Cuisine rustique. Bretagne, Maine, Anjou, Forcalquier, Morel, 1970, amb la col·laboració d'Yvonne Meynier.
- La Bretagne malade de la république, Rennes, imprimerie Les Nouvelles, 1971.
- Le colonel Armand, marquis de la Rouërie, Lanore, Paris, 1975.
- Le drame de Quiberon (1795). Imprimerie ' Les nouvelles ' à Rennes, 1976.
- Histoire de Chouans, Fernand Lanore, 1978.
- Mémorial des martyrs d'Avrillé. Rennes, Les nouvelles, 1979.
- Figures de Chouans, Fernand Lanore, Paris, 1980.